# Albert Rust
Albert Rust (Mulhouse, 10 ottobre 1953) è un allenatore di calcio ed ex calciatore francese, di ruolo portiere.

## Carriera

### Club
Militò nel Sochaux dal 1972 al 1987, nel Montpellier (1987-1990), con cui vinse una Coppa di Francia, e nel Monaco (1990-1991), vincendo anche con questo club la coppa nazionale.

### Nazionale
Fu terzo portiere della Nazionale di calcio della Francia al campionato d'Europa 1984 vinto dai francesi. Giocò una sola partita in Nazionale, quella contro il Belgio nella finale per il terzo posto del campionato del mondo 1986.

## Palmarès

### Giocatore

#### Club
- Coppa di Francia: 1

Montpellier: 1989-1990

#### Nazionale
- Campionato d'Europa: 1

1984
- Oro olimpico: 1

Los Angeles 1984